# János Kollár
János Kollár (* 7. Juni 1956 in Budapest) ist ein ungarischer Mathematiker, der sich mit algebraischer Geometrie beschäftigt.
Kollár studierte zunächst an der Eötvös-Universität in Budapest und wurde an der Brandeis University 1984 bei Teruhisa Matsusaka promoviert (Canonical Threefolds). Danach war er 1984 bis 1987 Junior Fellow an der Harvard University und 1987 bis 1999 Professor an der University of Utah, bevor er 1999 Professor an der Princeton University wurde. 1989 wurde er Forschungsstipendiat der Alfred P. Sloan Foundation (Sloan Research Fellow).
Kollár arbeitete über die birationale Geometrie höherdimensionaler algebraischer Varietäten. Insbesondere war er in den 1980er Jahren am Programm von Shigefumi Mori zur Klassifikation der dreidimensionalen algebraischen Varietäten beteiligt. Er war ein Pionier in der Theorie rational zusammenhängender Varietäten (das heißt solcher algebraischer Varietäten, auf denen genug rationale Kurven vorhanden sind, um je zwei Punkte zu verbinden), die er von Varietäten über den komplexen Zahlen auf solche über lokalen Körpern erweiterte.
Kollár fand auch höherdimensionale Gegenbeispiele zu einer Vermutung von John Nash von 1952. Nash hatte bewiesen, dass eine kompakte differenzierbare Mannigfaltigkeit {\displaystyle M} diffeomorph zur Nullstellenmenge reeller Polynome ist. Er vermutete umgekehrt, dass zu jeder solchen Mannigfaltigkeit {\displaystyle M} eine differenzierbare reell algebraische Varietät existiert, die birational äquivalent zum projektiven Raum ist und die diffeomorph zu den reellen Punkten von {\displaystyle M} ist. Es war zwar bekannt, dass sie in zwei Dimensionen falsch war, allgemein wurde aber die Richtigkeit in höheren Dimensionen angenommen, bis Kollár in seiner Klassifikation der differenzierbaren Strukturen von 3-Varietäten, die birational äquivalent zum projektiven Raum waren, Gegenbeispiele fand.
1988 bewies er eine effektiv Version des Hilbertschen Nullstellensatzes für Körper beliebiger Charakteristik, nachdem W. Dale Brownawell ein Jahr zuvor einen Beweis für Charakteristik Null gab.
Kollár erhielt 2006 den Colepreis in Algebra und 2016 dem Nemmers-Preis für Mathematik. 1990 war er Invited Speaker auf dem Internationalen Mathematikerkongress in Kyōto (Flip and flop). 1996 hielt er einen der Plenarvorträge auf dem zweiten Europäischen Mathematikerkongress in Budapest (Low degree polynomial equations: arithmetic, geometry and topology). Er wurde als Plenarsprecher auf dem Internationalen Mathematikerkongress 2014 in Seoul ausgewählt (The structure of algebraic varieties). Für 2017 wurde ihm der Shaw Prize für Mathematik zugesprochen, für 2025 der Bolyai-Preis.
1995 wurde er in die Ungarische Akademie der Wissenschaften gewählt, 2005 in die National Academy of Sciences und 2016 in die American Academy of Arts and Sciences. Er ist Fellow der American Mathematical Society.

## Schriften
- Shafarevich Maps and Automorphic Forms. Princeton University Press, 1995.
- Rational Curves on Algebraic Varieties. Springer-Verlag 2001, Ergebnisse der Mathematik, ISBN 3-540-60168-6.
- mit Shigefumi Mori: Birational Geometry of Algebraic Varieties. Cambridge Tracts in Mathematics, Cambridge University Press, 1998, ISBN 0-521-63277-3 (japanisch bei Iwanami Shoten).
- Lectures on Resolution of Singularities. Princeton University Press 2007.